# Matthias Flacius

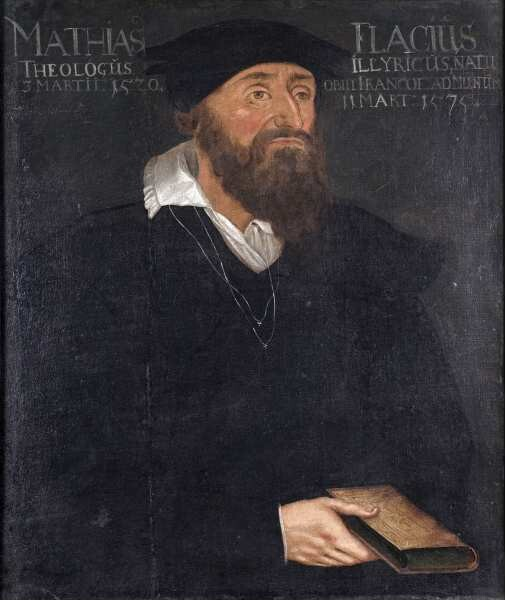
Matthias Flacius als Professor in Jena (wahrscheinlich 1557–1561 für die Bildnissammlung der Theologischen Fakultät Jena von einem anonymen Künstler angefertigt)

Matthias Flacius (genannt Illyricus „der Illyrier“, eigentlich Matija Vlačić oder Vlacich, gelegentlich auch Franković; * 3. März 1520 in Albona (heute Labin, Kroatien) an der Südostküste von Istrien; † 11. März 1575 in Frankfurt am Main) war ein lutherischer Theologe und Universalgelehrter.

## Leben

### Herkunftsfamilie und Jugend
Matthias Flacius äußerte sich in seinen Schriften nicht über seine Herkunftsfamilie, so dass die Informationen aus Archivalien zusammengetragen werden müssen. Seine Heimatstadt Labin (Albona) war seit 1420 venezianisches Hoheitsgebiet. Im Jahr 1483 hatte die Stadt 300 Haushalte; die Einwohner sprachen kroatisch und italienisch. Matthias Flacius’ Vater († vor 1535) hieß Andrea Vlačić alias Francović, d. h. er entstammte der Familie Francović und besaß den Beinamen Vlačić. Ihm gehörte ein Haus in der Altstadt. Seine Mutter hieß Jacoba und entstammte der Patrizierfamilie Luciani. Andrea Vlačić hatte mindestens drei Söhne Francisco, Jacobo und Matthias, sowie drei Töchter Celia, Dominica und Martina; ob Jacoba die Mutter aller dieser Kinder war, ist unbekannt.
Der 16-jährige Flacius besuchte in Venedig die Schule an San Marco. Sein Lehrer war der Humanist Giovanni Battista di Cipelli (Egnazio), der im Briefkontakt mit Erasmus von Rotterdam stand und Flacius wahrscheinlich mit dessen Werken vertraut machte. Der aus Albona stammende Franziskanerprovinzial Baldo Lupetino, der im Kloster San Francesco della Vigna in Venedig lebte, war ein Verwandter des Matthias Flacius. Als er erfuhr, dass Flacius sich mit dem Gedanken trug, Theologie zu studieren, riet er ihm, nicht in ein Kloster einzutreten, sondern Universitäten nördlich der Alpen zu besuchen. Damit endete sein dreijähriger Aufenthalt in Venedig, über den es nur wenige Informationen gibt.
Im Jahr 1539 immatrikulierte sich Flacius an der Universität Basel, wo er nur ein Semester blieb. Der wenn auch kurze Aufenthalt an der Wirkungsstätte des Erasmus legte den Grund für ein starkes Interesse, die biblischen Sprachen Griechisch und Hebräisch zu lernen. Flacius wohnte im Haushalt des mit Erasmus befreundeten Humanisten und Philologen Simon Grynaeus. Griechisch lernte an der Universität Tübingen bei Johannes Oporinus; dies war der Beginn einer lebenslangen Freundschaft. In Tübingen wohnte Flacius im Haus des Gräzisten Matthias Garbitius. Er vertiefte nicht nur seine Griechischkenntnisse, sondern besuchte auch Vorlesungen des humanistischen Universalgelehrten Joachim Camerarius.

### Wittenberg (1541–1549)
Auf Empfehlung von Garbitius und Camerarius wechselte Flacius zum Sommersemester 1541 an die Universität Wittenberg, um dort die Prüfung zum Magister artium abzulegen; er immatrikulierte sich unter dem Namen Mattheus Watzer ex Dalmatia, wegen seiner Armut entfiel die Gebühr (gratis inscriptus). Nun waren Martin Luther und Philipp Melanchthon seine Lehrer. Flacius betrieb seine Studien mit großem Eifer, was Luther auffiel. Um seinen Lebensunterhalt zu bestreiten, unterrichtete er andere Studenten in Griechisch und Hebräisch. Die hohe Arbeitsbelastung und das Einleben in einem ungewohnten kulturellen Umfeld führten bei Flacius in den ersten Monaten seines Wittenberg-Aufenthalts zu einer tiefen persönlichen Krise. In einem Seelsorgegespräch half ihm Luther, indem er ihm erzählte, er habe selbst auch eine solche Anfechtung durchlebt. Flacius überwand seine Krise und ging daraus als überzeugter Lutheraner und Verehrer Luthers hervor.
Matthias Flacius erhielt 1544 eine außerordentliche Professur der hebräischen Sprache, die er von Ende 1545 bis März 1549 versah. Im Jahr 1545 heiratete er Magdalena Ilbeck, eine Pfarrerstochter aus der Wittenberger Gegend. Am 25. Februar 1546 erlangte er als Jahrgangsbester den akademischen Grad eines Magisters. Am 1. Mai 1546 fand Flacius Aufnahme in den Senat der Wittenberger Philosophischen Fakultät.

### Magdeburg (1549–1557)
Als Melanchthon 1548 die sogenannten Leipziger Artikel gebilligt hatte, verfasste Flacius von Magdeburg aus verschiedene Streitschriften gegen ihn und seine Schule (Adiaphoristischer Streit). In den 1550er Jahren setzte sich Flacius unter anderem mit Kaspar Schwenckfeld auseinander. Hauptstreitpunkt war die Bedeutung des Wortes Gottes. Dazu verfasste Flacius die Schrift Von der heiligen Schrift und ihrer Wirkung / wider Caspar Schwenckfeld (1553). Daneben begann er die Arbeit an den Magdeburger Centurien, von denen die protestantische Kirchengeschichtsschreibung entscheidend geprägt wurde. Flacius war aber wohl nur Organisator des Werks, Hauptautoren seine Kollegen an der St.-Ulrich-und-Levin-Kirche, Johannes Wigand und Matthäus Judex.
Bei seinen historischen Studien arbeitete Flacius in dieser Zeit mit Georg Cassander und Cornelis Wouters (Cornelius Gualterus) (1512–1582/84) zusammen. 1554 bis 1555 hielt er sich bei ihnen in Köln auf. Wie diese beiden flämischen Gelehrten stand Flacius – meist unter pseudonymer Absenderangabe – in regem Briefkontakt mit Kaspar von Niedbruck.

### Jena (1557–1561)
Als er 1557 zum Professor an die streng lutherische Universität Jena berufen und Superintendent geworden war, bekämpfte er sofort mit seinen dortigen Kollegen die kursächsischen Anhänger Melanchthons, denen er Synergismus vorwarf. Auf ihn geht das im Namen der herzoglich-sächsischen Regierung als Glaubensbekenntnis gegen alle Abweichungen von der lutherischen Lehre formulierte sogenannte Konfutationsbuch (Solida confutatio et condemnatio praecipuarum corruptelarum, sectarum etc., 1559) zurück. Als an der Jenaer Universität mit Viktorin Strigel selbst ein Verteidiger des Synergismus auftrat, bewirkte Flacius dessen Verhaftung, konnte jedoch auf einem Kolloquium in Weimar keine Verurteilung Strigels durchsetzen.
Im osiandrischen Streit stand Flacius zumindest inhaltlich auf der Seite Melanchthons. Durch die Teilnahme Flacius’ nahm der synergistische Streit an Heftigkeit zu.
1561 wurde Flacius ebenso wie Simon Musaeus, Johannes Wigand und Matthäus Judex seines Amtes in Jena enthoben.

### Regensburg – Antwerpen – Straßburg (1562–1573)
Flacius begab sich zunächst nach Regensburg, später nach Antwerpen, von wo er nach Straßburg fliehen musste. Dort geriet er jedoch mit den Geistlichen schließlich in einen so heftigen Streit, dass der Rat ihn 1573 aus der Stadt verwies. Wegen seiner in Weimar geäußerten Ansicht, dass die Erbsünde zum Wesen des Menschen gehöre, wurde er nun auch von den strengen Lutheranern des Manichäismus bezichtigt und bis zu seinem Tode überall vertrieben.
Im September 1574 kam Flacius nach Mansfeld am Harz, um den streitbaren Theologen Cyriacus Spangenberg zu besuchen, mit dem er in Antwerpen zusammengearbeitet hatte. Dieser Besuch ließ den schwelenden Streit um die Erbsünde aufflammen und spaltete die Geistlichkeit der Grafschaft Mansfeld. Der Konflikt wurde schließlich gewaltsam gelöst, indem die Obrigkeit 1575 einige Geistliche und Untertanen zeitweilig inhaftierte oder aus dem Land wies. Spangenberg war bereits geflüchtet und konnte nie wieder in seine Wahlheimat zurückkehren.

### Letzte Lebensjahre
Auf Einladung des Burgherrn traf Flacius am 7. Mai 1574 auf der schlesischen Burg Lehnhaus ein, wo er sich für die Einberufung einer Synode einsetzen wollte. Es kam jedoch nur zu einem Streitgespräch mit schlesischen Pastoren über „Die Erbsünde und der freie Wille des Menschen nach dem Sündenfall“, das auf der Burg Langenau fortgesetzt wurde.
Nach seinem Tod wurde Flacius’ Erbsündenlehre durch die Konkordienformel verworfen und hatte danach keine Breitenwirkung mehr. Das Wort „Fläz“ im Sinne von Rüpel oder Flegel wird auf Flacius und seine heftig geführten Dispute, bei denen er „sich wie ein Fläz aufführte“, zurückgeführt. Es erschien zuerst bei Helvig 1611. Einer seiner katholischen Kontrahenten, der mehrere gegen seine Werke gerichtete Bücher publizierte, war Wilhelm Eisengrein (1543–1584).
Sein Sohn Matthias Flacius der Jüngere wurde Professor an der Universität Rostock. Seine Witwe Magdalene geb. Ilbeck heiratete Heinrich Petreus und vermachte ihm die umfangreiche Bibliothek ihres Mannes.

## Werk
Matthias Flacius’ kirchengeschichtliches Hauptwerk ist der Catalogus testium veritatis, der Persönlichkeiten der Vergangenheit, darunter Dante, als Vorläufer Luthers zeichnet. Die Glossa Compendaria ist ein Kommentar zum Neuen Testament; mit dem Clavis Scripturae Sacrae legte Flacius eine Bibelhermeneutik vor.

## Wirkungsgeschichte
Von den Anhängern Flacius’ wurden in den gnesiolutherischen Streitigkeiten verschiedene Bekenntnisschriften formuliert, etwa
- das Magdeburger Bekenntnis (Confessio Magdeburgensis) von 1550;[11] 9 Unterzeichner, u. a. Nikolaus von Amsdorf, Nicolaus Gallus (Hahn), Dr. Johann Kittel und Johann Baumgart,
- der Regensburger Katechismus 1554 von Nicolaus Gallus;[12] seine flacianischen Anhänger Mag. Josua Opitz, Hieronymus Haubold, Mag. Hieronymus Peristerius und Wolfgang Viereckel wurden 1574 aus Regensburg vertrieben,
- die Lüneburger Artikel von 1561;[13] viele der 15 Unterzeichner (dies waren u. a. Valentin Curtius, Paul von Eitzen, Joachim Westphal, Tilemann Hesshus, Joachim Mörlin, Martin Chemnitz, Johannes Freder) setzten sich in der Folgezeit jedoch von Flacius ab,
- die Mansfelder[14] Bekenntnisse von 1559 (49 Unterzeichner, darunter Erasmus Sarcerius, Zacharias Praetorius, Mag. Cyriacus Spangenberg),[15][16] 1562[17] (zu den 116 Unterzeichnern gehörten u. a. Mag. Hieronymus Mencel, Mag. Christoph Irenäus, Johann Schellhammer, Mag. Cyriacus Spangenberg und Andreas Lange[18]) und 1564,[19]
- das österreichische Bekandnus des Glaubens von 1566 aus Grafenwörth;[20] 19 Unterschriften, darunter Joachim Magdeburg (daher auch als Confessio Magdeburgii bezeichnet),
- das Antorffische oder Antwerpener Bekenntnis von 1566/67;[21] verfasst von Matthias Flacius und Cyriacus Spangenberg, unterzeichnet u. a. von Mag. Martin Wolf,[22] Liz. Hermann Hamelmann, Johannes Saliger und Johannes Ligarius oder
- die Reußisch-Schönburgische Konfession (Confessio Ruthenea) von 1567;[23] unter den 34 Unterzeichnern in Gera waren Mag. Bartholomäus Rosinus, Mag. Johann Tettelbach d. Ä., Andreas Lange und Mag. Josua Opitz.

Nach dem Tod des Flacius verloren seine Anhänger weiter an Rückhalt. 1575 wurden Tobias Rupp und Sebald Scheffler nach einem öffentlichen Religionsgespräch mit Jakob Andreae in Lindau entlassen. 1577 grenzte die Konkordienformel flacianische Positionen aus. Dennoch wurden, besonders in Österreich, noch einige weitere flacianische Bekenntnisschriften verfasst wie
- das österreichische Einfeltig Bedencken von 1580;[26] unterzeichnet von 28 Predigern, darunter Josias Udenius[27] und Martin Wolf,
- die niederösterreichische Repetitio von 1581;[28] 40 Unterzeichner,
- die oberösterreichische Formula veritatis von 1582,[29] wesentlich verfasst von Hieronymus Haubold und Andreas Lange in Eferding unter dem Schutz von Rüdiger von Starhemberg; 11 bereits exilierte Unterzeichner (darunter Joachim Magdeburg) und 28 Unterzeichner in österreichischen Gemeinden (darunter Josias Udenius, Martin Wolf),
- die Eferdingische Vergleichung vom 24. März 1582 zwischen Joachim Magdeburg, Adam Giller, Andreas Singel und Paul Preusser, unterzeichnet auch von Markus Volmar und Josias Udenius,[30] oder
- das niederösterreichische Christlich Bekandtnuß von 1582.[31]

Nach dem Tod von Rüdiger von Starhemberg 1582 konnten sich die Anhänger Flacius’ auch in Österreich nicht länger halten. Die Unterzeichner der Formula veriatis von 1582 entzweiten sich in der Folgezeit. Cyriacus Spangenberg, der 1583 eine kritische Schrift gegen Joachim Magdeburg veröffentlicht hatte, wurde u. a. von Christoph Irenäus und Josua Opitz unterstützt, eine Gegenschrift von Josias Udenius unterzeichnete 1584 u. a. Philipp Barbatus (Bartmann).

## Veröffentlichungen (Auswahl)

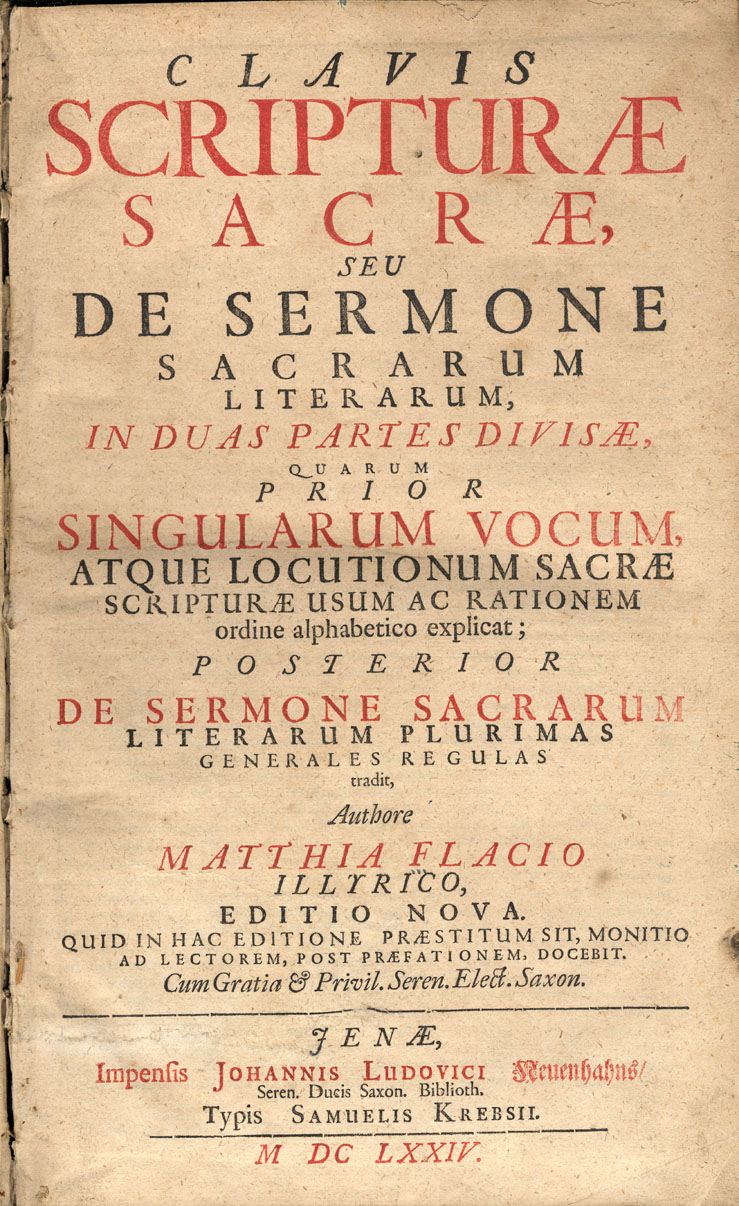
Clavis Scripturae Sacrae

- Antilogia Papae: hoc est de corrupto ecclesiae statu, et totius cleri Papstici perversitate. Basel 1555 (Nachdruck durch Edward Brown im Fasciculus rerum expetendarum et fugiendarum, London 1690; Digitalisat)
- Catalogus testium veritatis, Basel 1556 (Digitalisat der zweiten, erheblich erweiterten Auflage Straßburg 1562)
- Clavis Scripturae Sacrae, Basel 1567 (Digitalisat)
- Varia doctorum piorumque virorum de corruptu ecclesiae statu poemata, Wittenberg 1557
- Anregung und Mitarbeit an der Redaktion der Magdeburger Centurien